# William Yoast Morgan

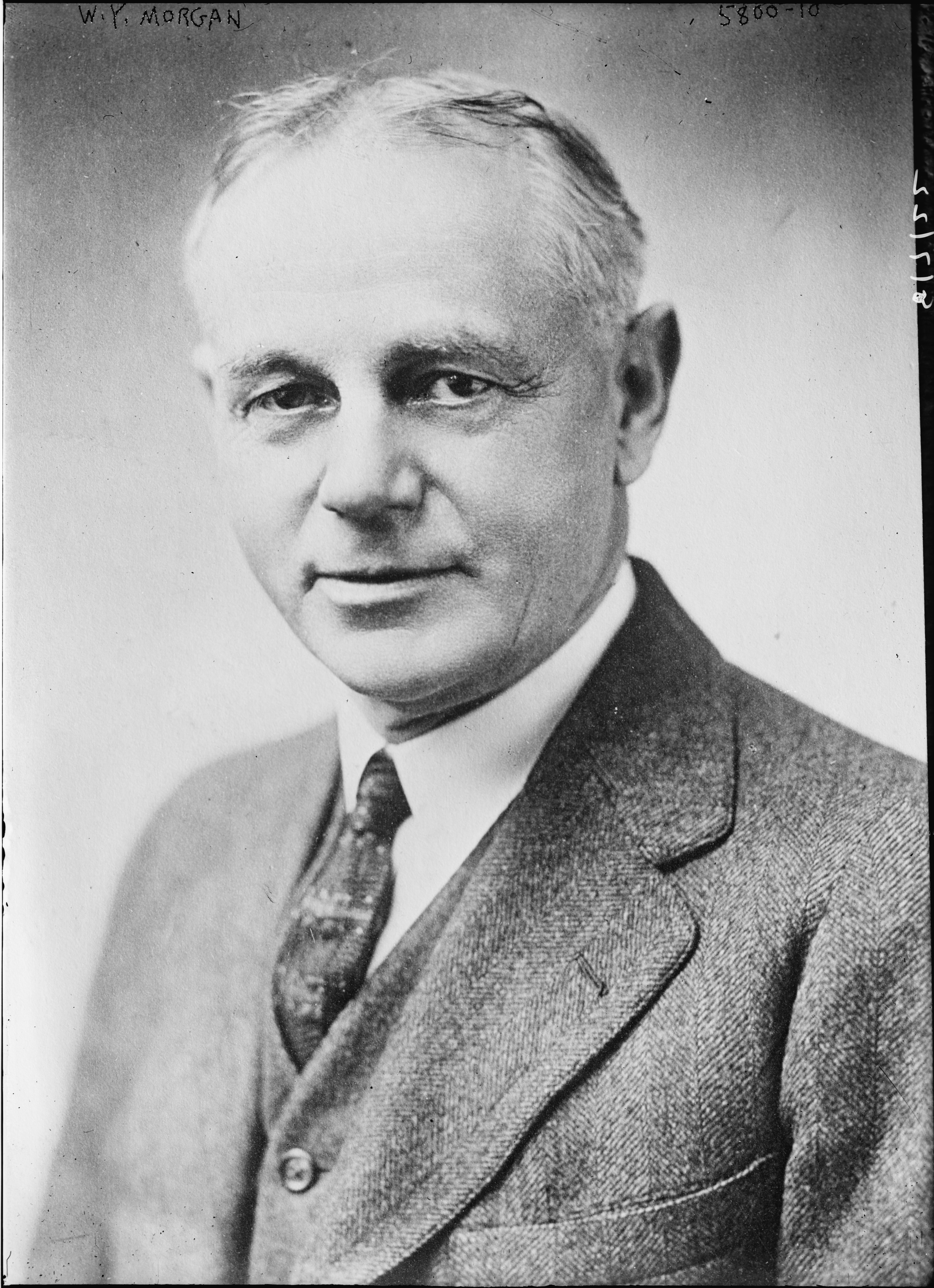
William Yoast Morgan (1900)

William Yoast Morgan (* 6. April 1866 in Cincinnati, Ohio; † 17. Februar 1932 in Hutchinson, Kansas) war ein US-amerikanischer Politiker. Zwischen 1915 und 1919 war er Vizegouverneur des Bundesstaates Kansas.

## Werdegang
Im Jahr 1871 kam William Morgan mit seinem Vater nach Cottonwood Falls in Kansas, wo er die öffentlichen Schulen besuchte. Danach studierte er an der University of Kansas das Fach Journalismus. In den folgenden Jahren arbeitete er in der Zeitungsbranche. Er erwarb die Zeitung The Hutchinson News, die er bis zu seinem Tod leitete. Morgan war auch noch an anderen Blättern beteiligt. Politisch wurde er Mitglied der Republikanischen Partei. Zwischen 1899 und 1903 bekleidete er das Amt des State Printer. Zwischen 1903 und 1910 war er Abgeordneter im Repräsentantenhaus von Kansas.
1914 wurde Morgan an der Seite von Arthur Capper zum Vizegouverneur von Kansas gewählt. Dieses Amt bekleidete er zwischen dem 11. Januar 1915 und dem 13. Januar 1919. Dabei war er Stellvertreter des Gouverneurs. In den Jahren 1916 und 1920 nahm er als Delegierter an den jeweiligen Republican National Conventions teil. 1922 kandidierte er erfolglos für das Amt des Gouverneurs. Geschäftlich hatte er inzwischen sein Operationsgebiet auch auf andere Bereiche jenseits der Zeitungsbranche ausgeweitet. Er war unter anderem mit der Hutchinson Printing Company verbunden. Für kurze Zeit war er auch Präsident der State Exchange Bank. Er war außerdem Mitglied mehrerer Organisationen und Vereinigungen. William Morgan starb am 17. Februar 1932 in Hutchinson.